# Controlul focului de către primii oameni
Controlul focului de către primii oameni a fost un punct de cotitură în aspectul cultural al evoluției umane, care a permis oamenilor să gătească mâncarea, să obțină căldură și să se apere de animalele de pradă și de insecte. Descoperirea focului a permis extinderea activității umane pe timp de noapte, când era întuneric și mai rece. 
Dovezi incontestabile ale controlului focului pe scară largă au o vechime cca. 125.000 de ani. Dovezi privind utilizarea controlată a focului de către Homo erectus sunt considerate de unii cercetători că ar avea 400.000 de ani vechime.